# Game Arts
Game Arts Co., Ltd. (Japans: 株式会社ゲームアーツ Romaji: Kabushiki-gaisha Gēmu Ātsu), is een Japanse ontwikkelaar en uitgever van computerspellen. Game Arts werd op 2 maart 1985 opgericht en begon aanvankelijk als softwarebedrijf. Het groeide uit tot ontwikkelaar voor diverse spelcomputers en draagbare systemen.

## Geschiedenis
Game Arts produceerde spellen in diverse genres. Het eerst uitgebrachte spel was Thexder in 1985. In Europa en Amerika is Game Arts voornamelijk bekend geworden als ontwikkelaar van de Lunar- en Grandia-serie rollenspellen. Een deel van de ontwikkelaars werkte mee aan de Wii-titel Super Smash Bros. Brawl.
Op 22 april 2009 werd een versie van Grandia voor de PlayStation 3 in Japan uitgebracht als een downloadbare softwaretitel.
In 2004 werd een samenwerking gestart voor het ontwikkelen van online spellen met GungHo Online Entertainment. In 2005 kocht GungHo aandelen van dochteronderneming Game Arts.

## Lijst van speltitels
Een selectie van ontwikkelde en uitgegeven computerspellen:
- Thexder (1985)
- Silpheed (1986)
- Zeliard (1987)
- Solitaire Royale (1988)
- Veigues: Tactical Gladiator (1988)
- Fire Hawk: Thexder - The Second Contact (1989)
- Faria: A World of Mystery & Danger! (1989)
- Alisia Dragoon (1992)
- Lunar: The Silver Star (1992)
- Rise of the Dragon (1992)
- Silpheed (1993) (Sega Mega-CD-versie)
- SimEarth: The Living Planet (1993)
- Wing Commander (1994)
- Lunar: Eternal Blue (1994)
- Gungriffon (1996)
- Lunar: Silver Star Story Complete (1996)
- Grandia (1997)
- Gungriffon II (1998)
- Lunar 2: Eternal Blue Complete (1998)
- Grandia II (2000)
- Gungriffon Blaze (2000)
- Lunar Legend (2001)
- Grandia Xtreme (2002)
- Bomberman Generation (2002)
- Grandia III (2005)
- Project Sylpheed: Arc of Deception (2006)
- Super Smash Bros. Brawl (2008)
- Grandia Online (2009)
- Teenage Mutant Ninja Turtles: Smash-Up (2009)
- Grandia II: Anniversary Edition (2015)